# Président de l'Assemblée législative de l'Île-du-Prince-Édouard
Le Président de l'Assemblée législative de l'Île-du-Prince-Édouard est l'officier qui préside l'Assemblée législative de l'Île-du-Prince-Édouard.
Le poste est actuellement occupé par Sidney MacEwen depuis le 25 mars 2025.
Certains anciens présidents incluent Wilbur MacDonald, Greg Deighan et Nancy Guptill.

## Liste des présidents

### Présidents de la colonie de l'Isle Saint-Jean/Île-du-Prince-Édouard
- Robert Stewart (1773–1779)
- David Higgins (1779–1780)
- Walter Berry (1780–1784)
- Alexander Fletcher  (1785–1787)
- Phillips Callbeck (1788–1789)
- Alexander Fletcher  (1790) 2nd time
- Joseph Robinson (1790–1794)
- John Stewart (1795–1801)
- James Curtis (1801–1805)
- Robert Hodgson (1806–1812)
- Ralph Brecken (1812–1813)
- James Curtis (1813–1818) 2nd time
- Angus Macaulay (1818–1825)
- John Stewart (1825–1831) 2nd time
- Ewan Cameron (1831–1835)
- George R. Dalrymple (1835–1839)
- William Cooper (1839–1843)
- Joseph Pope (1843–1850)
- Alexander Rae (1850–1854)
- John Jardine (1854)
- Edward Thornton (1854–1859)
- Donald Montgomery (1859–1863)
- Thomas Heath Haviland (1863–1867)
- Joseph Wightman (1867–1870)
- John Yeo (1871–1873)

### Présidents depuis la Confédération
- Stanislaus F. Perry (Poirier) 1873
- Cornelius Howatt (1874–1876)
- Henry Beer (1877–1878)
- John A. MacDonald (1879–1889)
- Patrick Blake (1890)
- Bernard Donald McLellan (1891–1893)
- James Cummiskey (1894–1900)
- Samuel E. Reid (1901–1904)
- Albert E. Douglas (1905–1908)
- Matthew Smith (1909)
- John Agnew (1909–1911)
- J. Edward Wyatt (1912–1915)
- John S. Martin (1916–1917)
- Albert P. Prowse (1918–1919)
- C. Gavan Duffy (1920–1923)
- Louis L. Jenkins (1924–1927)
- David McDonald (1928–1931)
- Walter Fitz-Alan Stewart (1931)
- Augustine A. MacDonald (1932–1934)
- Heath Strong (1934–1935)
- Stephen S. Hessian (1935–1939)
- Walter Fitz-Alan Stewart (1940–1944) 2e fois
- Thomas R. Cullen (1944–1947)
- Eugene Cullen (1948–1949)
- Forrest W. Phillips (1949–1955)
- Augustin Gallant (1956–1959)
- Edward P. Foley (1959)
- John R. McLean (1960–1964)
- Frank Myers (1965–1966)
- Prosper Arsenault (1966–1970)
- Cecil A. Miller (1970–1978)
- Russell Perry (1978)
- Daniel Compton (1979–1983)
- Marion Loretta Reid (1983–1986)
- Edward Clark (1986–1993)
- Nancy Guptill (1993–1996)
- Wilbur MacDonald (1997–2000)
- Mildred A. Dover (2000–2003)
- Gregory J. Deighan (2003–2007)
- Kathleen Casey (2007-2011)
- Carolyn Bertram (2011-2015)
- Buck Watts (2015-2019)
- Colin LaVie (2019-2023)
- Darlene Compton (2023-2025)
- Sidney MacEwen (2025-)